# Jean-Pierre Brisset
Pour les articles homonymes, voir Brisset.
Jean-Pierre Brisset, né le 30 octobre 1837 à La Sauvagère (Orne) et mort le 2 septembre 1919 à La Ferté Macé (Orne), est un écrivain français.
Il est à la fois connu comme un saint du calendrier pataphysique et un fou littéraire. L'écrivain André Breton lui a réservé une place de choix dans son Anthologie de l'humour noir.

## Biographie
Jean-Pierre Brisset quitte l’école à douze ans pour aider ses parents à la ferme, puis part à quinze ans comme apprenti pâtissier à Paris.
En 1855, il s’engage dans l’armée pour sept ans et prend part à la guerre de Crimée. Puis en 1859, il met à profit la guerre en Italie contre l’Autriche pour apprendre l’italien. Blessé à Magenta, il est fait prisonnier. La guerre de 1870 le verra sous-lieutenant au 50e régiment d'infanterie de ligne. De nouveau prisonnier, il est envoyé à Magdebourg en Saxe où il apprend l’allemand.
En 1871, il publie La Natation ou l’art de nager appris seul en moins d’une heure puis démissionne de l’armée et part vivre à Marseille, où il dépose le brevet de la « ceinture-caleçon aérifère de natation », qui est un échec commercial. Il retourne à Magdebourg où il gagne sa vie comme professeur de langues et met au point une méthode d’apprentissage du français qu’il édite à compte d’auteur en 1874.
En 1876, de retour à Paris, il reprend du service comme capitaine au 32e régiment d'infanterie. Brisset dépose un nouveau brevet, celui d’une « planchette calligraphique » destinée à l’enseignement de l’écriture et du dessin. Il démissionne de l’armée pour de bon en 1877 et se fait professeur de langues vivantes à Paris. En 1878, il publie La Grammaire logique ou Théorie d’une nouvelle analyse mathématique.

Brisset postule alors à un emploi dans les chemins de fer et il est nommé en 1879 commissaire de surveillance administrative à la gare d’Orchies, puis en 1880 à la gare d’Angers Saint-Serge. En 1883, il publie une nouvelle édition de la Grammaire logique et reçoit la révélation qui sera le fondement de tous ses ouvrages : 

« L’homme est né dans l’eau, son ancêtre est la grenouille et l’analyse des langues humaines apporte la preuve de cette théorie. »

En 1890, il publie Le mystère de Dieu est accompli et donne plusieurs conférences à Paris, en face de la pâtisserie où il fit son apprentissage sur le boulevard du Temple. En 1895, il prend ses fonctions de commissaire de surveillance administrative à la gare Saint-Laud d'Angers, puis termine sa carrière à la gare de L'Aigle dans l’Orne. En 1900, il fait distribuer à Paris par des crieurs une feuille au format d’un quotidien, La Grande Nouvelle, qui annonce la parution de La Science de Dieu ou la Création de l’homme. Puis il publie en 1906 Les Prophéties accomplies (Daniel et l’Apocalypse). À la retraite en décembre 1904, il vit à La Ferté Macé, dans l’Orne, jusqu’en septembre 1907, puis il habite à Paris jusqu'en décembre 1908, avant de s'installer à Angers.
En 1912, l'écrivain Jules Romains découvre Le mystère de Dieu est accompli ainsi que Les Origines humaines, qui vient de paraître. Il organise avec des amis habitués un canular pour l'élection du « prince des Penseurs ». Et c'est ainsi que Brisset est élu le 6 janvier 1913, par 212 voix contre 55 à Henri Bergson ; par la suite, une « journée Brisset » est organisée à Paris, avec banquet, discours et conférence du prince des Penseurs à l’Hôtel des sociétés savantes. Un legs à Jules Romains permettra l’instauration d’un dîner annuel à la mémoire du prince des Penseurs jusqu’en 1939.
Brisset meurt en 1919 à La Ferté Macé, sans avoir pu réaliser son suprême projet : un dictionnaire raisonné de toutes les langues. Il fut inhumé dans le cimetière de cette ville, mais sa tombe a par la suite disparu. André Breton, Raymond Queneau, Michel Foucault ou encore Jean-Noël Vuarnet ont également été fascinés par l'œuvre, les théories, la « cabale phonétique » et la personnalité de Jean-Pierre Brisset.

## La Grande Loi cachée dans la parole
Au début de son livre La Grande Nouvelle, Brisset formule une loi linguistique, qui forme le fondement de ses raisonnements, et qu'il justifie au moyen de nombreuses correspondances qu'il établit entre le monde des grenouilles et la langue française :

« Toutes les idées que l’on peut exprimer avec un même son, ou une suite de sons semblables, ont une même origine et présentent entre elles un rapport certain, plus ou moins évident, de choses existant de tout temps ou ayant existé autrefois d’une manière continue ou accidentelle. »

Par exemple, le mot pouce et pousse s'expriment avec les mêmes sons. Une grenouille n'a pas de pouce, et dans la transformation de grenouille en homme, la race des grenouilles a vu « pousser » un pouce.
Son ouvrage Les Origines humaines (1913), présenté comme la deuxième édition (entièrement nouvelle) de La Science de Dieu, établit une généalogie des langues basée sur une philologie psychotique, dans la lignée de la pataphysique d'Alfred Jarry et non sans rapport avec les jeux homophoniques de Raymond Roussel. Selon cette logique, toutes les langues nous ramènent au « couac » initial de la grenouille, et l'homme descend de la grenouille.

« Tous les hommes, toute l'humanité, ne forme qu'un corps, animé par un même esprit qui se confond avec la parole. »

Laquelle parole, « qui est Dieu, a conservé dans ses plis l'histoire du genre humain depuis le premier jour, et dans chaque idiome l'histoire de chaque peuple. » À la suite de Breton qui parlait de « son primitivisme intégral », Patrice Delbourg écrit que la danse hallucinatoire des théories de Brisset « rend à la grammaire son vacarme primitif. S'ensuit une cascade vertigineuse d'équations, de vocables, une grande aventure du verbe où chaque nouveau bond fait surgir des richesses phonologiques induites par un léger, un inaudible glissement d'un mot à l'autre (“tu sais que c'est bien”, “tu sexe est bien” ; “salaud, sale eau, salle au prix, salle aux pris[onniers], saloperie”). »

## Citations
« I : L'ire

Le premier i est le membre raide ou droit. La violence de l'érection créa l'ire ou la colère, fit jeter les premiers cris et aller de tous côtés. On peut dire que la vie commença par la lettre i, comme c'est par la laiterie que l'enfant commence à vivre.

L : La langue

L est la consonne des lèvres et de la langue; elle appelle vers le sexe, le premier lieu, l'yeu.

Le langue à-jeu, le l'engage, le langage. Son origine est un appel au lèchement.

Q : La queue

Nous avons indiqué spécialement la valeur de queux à la lettre C.

Les queues réelles causaient des querelles.

Tu ma queue use, tu m'accuses.

La queue use à sillon, l'accusation.

Qui sexe queue use, sa queue use. »

— extraits de La Grammaire logique, résolvant toutes les difficultés et faisant connaître par l'analyse de la parole la formation des langues et celle du genre humain (1883).

« Quand on est mort, c'est pour longtemps. »

« Il n'est pas nécessaire d'être nu pour penser. »

— devant Le Penseur d'Auguste Rodin

## Hommage
Vers 2001, Ernestine Chassebœuf a écrit une série de lettres à des politiciens français (comme a fait Paul Birault en 1913 avec Hégésippe Simon), aux universités, gares, bibliothèques et hôpitaux psychiatriques pour les convaincre de commémorer Brisset en donnant son nom à une rue, université, hôpital, etc.
Les réponses ont été publiées sur l'internet mais, jusqu'à récemment, il n'existait pas de rue Jean-Pierre Brisset en France. La Ferté Macé a réparé cet oubli en inaugurant, le 12 octobre 2013, le « Pas sage » Jean Pierre Brisset. À l'occasion de cette manifestation eurent lieu des lectures et discours de Marc Décimo, Tanka Tremblay, David Christoffel, Pépito Matéo, etc.

## Quelques éditions récentes
- La Grande Nouvelle, Prairial, 2017
- Les Origines humaines, préface de Christian Prigent, Édition RROZ, 2001
- Le Brisset sans peine, texte du spectacle « Mots à lier », adaptation de Gilles Rosière, Éditions Deleatur, 2001
- Œuvres complètes, réunies et préfacées par Marc Décimo, Les Presses du réel, coll. « L'écart absolu », Dijon, 2001 et 2e éd. 2004
- Œuvres natatoires, préface et postface de Marc Décimo, Les Presses du réel, coll. « L'écart absolu poche », Dijon, 2001
- La Grande Nouvelle ou comment l'homme descend de la grenouille, notes et postface de Jérôme Solal, éditions Mille et une nuits, Paris, 2004
- La Grande Nouvelle, édition en fac simile, Cymbalum Pataphysicum, coll. « Maramoutéenne », 1986
- La Grammaire logique suivi de La Science de Dieu précédé de 7 propos sur le 7e ange (par Michel Foucault), éditions Tchou, 1970